# Patrick Wolf (Musiker)
Patrick Wolf (* 30. Juni 1983 als Patrick Denis Apps in London) ist ein britischer Sänger, Komponist und Multiinstrumentalist. Seine Musik ist eine Mischung aus Folk und Elektronik.

## Biografie
Als Kind lernte Patrick Wolf Klavier, Violine, Viola und Flöte, in späteren Jahren weitere Instrumente, darunter Keltische Harfe, Ukulele, Akkordeon und Theremin zu spielen. Im Alter von elf Jahren begann er eigene Songs zu schreiben. Mit 15 Jahren verließ er seine Schule in London, in der er Opfer von Mobbing gewesen war, um das private Internat Bedales School zu besuchen. Er beendete dieses Internat bereits ein Jahr später und zog in ein leerstehendes Haus im Londoner Vorort Richmond, wo er weiter komponierte und in verschiedenen Bands spielte.

## Künstlerisches Wirken
Patrick Wolf veröffentlichte 2003 bei dem britischen Label FatCat Records sein erstes Album Lycanthropy, das ein Jahr später auf dem Label Tomlab auch in Europa und Amerika erschien und positive Kritiken erhielt. In dem eher düsteren Album, das eine Verwandlung vom Jungen zum Wolf beschreibt, spielt Patrick Wolf neben dem Gesang auch diverse Instrumente.

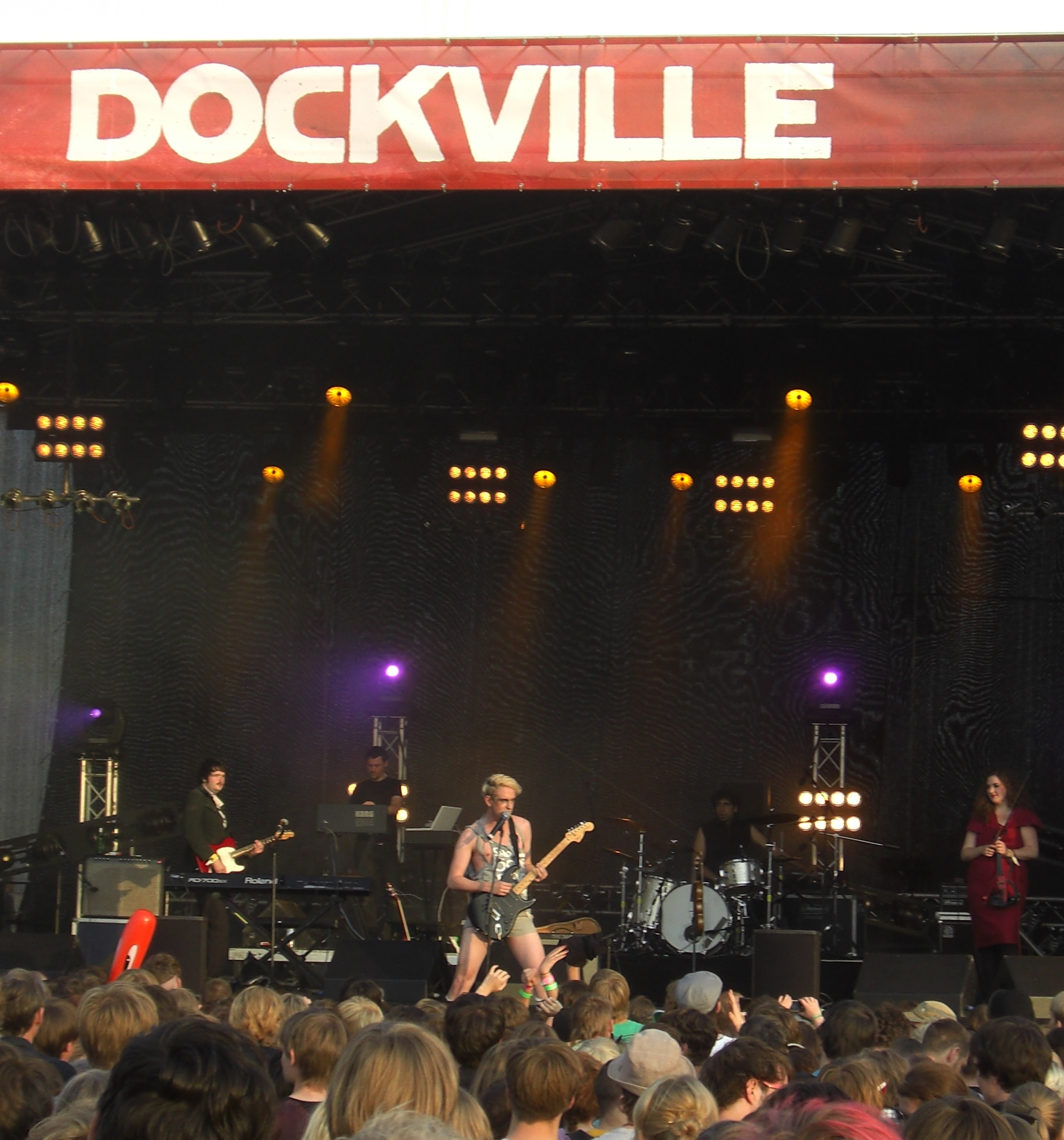
Patrick Wolf auf dem Dockville-Festival 2009

Während der Arbeit an Lycanthropy studierte er ein Jahr lang Komposition am renommierten Londoner Trinity College of Music. Als Gastviolinist arbeitete er mit Bands wie Chicks on Speed und The Hidden Cameras.
Im Jahr 2005 erschien sein zweites Album, Wind in the Wires, welches düsterer und weniger elektronisch als sein Vorgänger ist und ebenfalls sehr gute Kritiken erhielt. Mitte 2006, nach einem Label-Wechsel zur Polydor-Tochter Loog Records, stellte Patrick Wolf die Aufnahmen zu seinem dritten Album The Magic Position fertig, welches am 27. Februar 2007 erschien.
Kurzzeitig war Wolf bei Universal Records unter Vertrag. Er trennte sich von diesem Label, da er es ablehnte, sein nächstes Album von Mark Ronson produzieren zu lassen. Er gründete daraufhin sein eigenes Plattenlabel „Bloody Chamber Music“, das er erfolgreich finanzierte, indem er seine Fans aufrief, ihn durch den Kauf von Anteilen zu unterstützen. Im Juni 2009 erschien Patrick Wolfs viertes Album, The Bachelor. Dabei arbeitete Wolf unter anderem mit dem deutschen Elektronikmusiker Alec Empire und der Schauspielerin Tilda Swinton zusammen.
Ursprünglich plante Wolf, ein Doppelalbum namens Battle zu veröffentlichen. Er entschied sich jedoch für eine getrennte Veröffentlichung von The Bachelor und The Conqueror, die im Abstand von einem Jahr (2009 bzw. 2010) erscheinen sollten. Nach der Veröffentlichung von The Bachelor entschied sich Wolf ein weiteres Mal um, änderte das Konzept des zweiten Albums und benannte es in Lupercalia um. Unter diesem Namen wurde es 2011 veröffentlicht. Im Juni 2025 erscheint sein neues Album Crying the Neck.

## Konzeptionelle Einordnung
Patrick Wolf darf durchaus als Epigone der Sängerin Björk gesehen werden, die sich ebenfalls über ihre Musik hinaus als popmusikalisches Gesamtkunstwerk inszeniert; beide sind etwa für ihre aufwändigen und provokanten Bühnenkostüme bekannt. Gleichzeitig nennt er sie als Inspirationsquelle.
So wie Björk häufig mit ihrer isländischen Herkunft kokettiert, stilisiert sich der Halbire Patrick Wolf gerne als Erbe der inselkeltischen Liedkunst, wie vor allem auf seinem zweiten Album Wind in the Wires zu erkennen ist. Den popkulturellen „Wappentieren“ Björks, dem Bären und dem Schwan, setzt Patrick Wolf als Totems den Wolf und diverse Raubvögel entgegen; beide spielen auch mit ihrer Eigenverwandlung in ebensolche Tiere (etwa Björk in ihrem Musikvideo zu Hunter, oder Patrick auf seinem Debütalbum Lycanthropy).
Weitere Ähnlichkeiten gibt es mit der Synthiepop Band Hurts. Beide greifen oft auf elektronische Töne zu, wenn auch Patrick Wolfs Musik eher zärtlicher geprägt ist. Hurts hat auch schon mehrere Werke von Wolf geremixt.

## Diskografie
- 2002: The Patrick Wolf EP
- 2003: Lycanthropy
- 2005: Wind in the Wires
- 2007: The Magic Position
- 2009: The Bachelor, The Spinster (EP)
- 2010: Time of My Life (EP)
- 2011: The City (EP)
- 2011: Lupercalia[9]
- 2011: Brumalia (EP)
- 2012: Sundark and Riverlight
- 2023: The Night Safari (EP)
- 2025 Crying the Neck[10]

## Künstlerische Beiträge
- Auf der Kompilation The Enlightened Family: A Collection of Lost Songs (2005) ist Patrick Wolf mit dem Instrumentalstück Night Train zu hören.
- Ebenfalls 2005 nahm Patrick Wolf eine Neumischung des Björk-Lieds Army of me unter dem Titel Army of Klaus Remix auf.
- Ende 2006 wurde Do It Again: A Tribute To Pet Sounds veröffentlicht, auf dem Indie-Künstler  das klassische Beach-Boys-Album neu interpretieren. Ein Beitrag darauf, I Just Wasn't Made for These Times, stammt von Patrick Wolf.